# Estación Libertad (Buenos Aires)
Libertad es una estación ferroviaria ubicada en la localidad homónima, en el partido de Merlo, provincia de Buenos Aires, Argentina.

## Historia

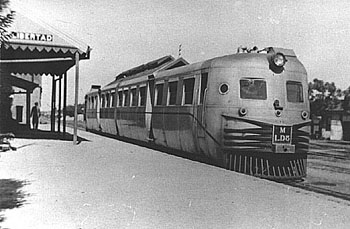
Un tren en la estación hacia 1960.

La estación fue inaugurada en 1909 junto a gran parte de la línea del Ferrocarril Midland de Buenos Aires. Junto a ella se ubicaban los talleres ferroviarios, hoy en día desaparecidos.
El 28 de junio de 1914, los trabajadores ferroviarios de la estación y los talleres fundaron el Club Atlético Ferrocarril Midland.
Desde 2016 se realizó una renovación de la estación y elevación de andenes. En 2022 en las inmediaciones de la estación inició la duplicación de vía del tramo hasta Marinos del Crucero General Belgrano.

## Ubicación
La estación se encuentra a pocas cuadras del centro comercial de Libertad, que tiene como eje la avenida Eva Perón (ex Patricios), en una zona residencial de clase baja y a un costado del campo del Libertad Golf Club.

## Servicios
La estación opera dentro de la línea Belgrano Sur, siendo una de las estaciones intermedias de transferencia del extremo oeste del ramal que conecta la estación Tapiales con Marinos del Crucero General Belgrano. La línea Belgrano Sur es una de las líneas suburbanas de Buenos Aires y forma parte a nivel nacional del Ferrocarril General Belgrano de la red ferroviaria argentina.
Desde 2018, la estación también fue cabecera del servicio que la unía con el apeadero Kilómetro 12 (virtualmente suspendido a 2021).